# Припутень, Дмитрий Сергеевич
Дмитрий Сергеевич Припутень (укр. Дмитро Сергійович Припутень; род. 23 мая 1986 года, Днепропетровск) — украинский финансист, политик.
Народный депутат Украины IX созыва.

## Биография
Окончил факультет криминальной милиции Днепропетровского государственного университета внутренних дел (специальность «Правоохранительная деятельность»), факультет экономики предприятий Приднепровской государственной академии строительства и архитектуры. Доцент кафедры общеправовых дисциплин Днепропетровского государственного университета внутренних дел Украины.
Припутень является финансовым директором ООО «Магрок».
Он был старшим преподавателем кафедры административного права, процесса и административной деятельности в Днепропетровском государственном университете внутренних дел.
Проходил службу в органах внутренних дел.

## Политическая деятельность
Кандидат в народные депутаты от партии «Слуга народа» на парламентских выборах 2019 года, № 101 в списке. На время выборов: доцент кафедры общеправовых дисциплин Днепропетровского государственного университета внутренних дел, беспартийный. Проживает в городе Днепре.
Член Комитета Верховной Рады по вопросам энергетики и жилищно-коммунальных услуг, председатель подкомитета по вопросам нефтяной, нефтетранспортной отрасли и нефтепродуктообеспечения.
Сопредседатель группы по межпарламентским связям с Республикой Корея.